# Tom Santschi
Pour les articles homonymes, voir Santschi.
Tom Santschi (de son vrai nom Paul Wilhelm Santschi) est un acteur, réalisateur et scénariste américain, né à Lucerne (Suisse) le 24 octobre 1880[réf. nécessaire], et mort des suites d'une crise cardiaque liée à l'hypertension à Los Angeles (Californie) le 9 avril 1931.
Sa carrière cinématographique s'est intégralement déroulée aux États-Unis.
Il joua dans plus de trois cents films, de 1908 à sa mort en 1931.
De 1914 à 1916, il réalisa une cinquantaine de films.

## Filmographie partielle

### Comme acteur
- 1908 : The Spirit of '76
- 1909 : Boots and Saddles
- 1909 : Mephisto and the Maiden
- 1909 : In the Badlands
- 1909 : In the Sultan's Power
- 1909 : Ben's Kid
- 1909 : The Heart of a Race Tout
- 1909 : The Leopard Queen
- 1909 : The Tenderfoot
- 1909 : The Stampede
- 1909 : Briton and Boer
- 1909 : Up San Juan Hill
- 1909 : On the Border
- 1909 : Pine Ridge Feud
- 1910 : The Roman
- 1910 : Across the Plains de Francis Boggs
- 1910 : Pride of the Range de Francis Boggs
- 1910 : In the Great Northwest
- 1910 : The Courtship of Miles Standish
- 1910 : Davy Crockett
- 1910 : Mazeppa, or the Wild Horse of Tartary
- 1911 : Blackbeard
- 1911 : The New Superintendent
- 1911 : The Novice
- 1911 : Captain Brand's Wife
- 1911 : Range Pals
- 1911 : Wheels of Justice
- 1911 : Stability vs. Nobility
- 1911 : One of Nature's Noblemen
- 1911 : The Regeneration of Apache Kid
- 1911 : Old Billy
- 1911 : The Blacksmith's Love
- 1911 : Captain Kate
- 1911 : Shipwrecked
- 1911 : The Coquette
- 1911 : George Warrington's Escape
- 1911 : The Night Herder
- 1911 : The Right Name, But the Wrong Man
- 1911 : Evangeline
- 1911 : The Profligate
- 1911 : Their Only Son
- 1911 : In the Days of Gold
- 1911 : Slick's Romance
- 1911 : Through Fire and Smoke
- 1911 : How Algy Captured a Wild Man
- 1911 : Kit Carson's Wooing
- 1911 : Back to the Primitive
- 1911 : The Curse of the Redman
- 1911 : The Rival Stage Lines
- 1911 : In Old California When the Gringos Came
- 1911 : Lieutenant Grey of the Confederacy
- 1911 : The Bootlegger
- 1911 : The Heart of John Barlow
- 1911 : The Maid at the Helm
- 1911 : Making a Man of Him
- 1911 : How They Stopped the Run on the Bank
- 1912 : Me an' Bill
- 1912 : Bessie's Dream
- 1912 : Monte Cristo
- 1912 : A Waif of the Sea
- 1912 : The Ones Who Suffer
- 1912 : The Lake of Dreams
- 1912 : The New Woman and the Lion
- 1912 : The Coming of Columbus
- 1912 : The Love of an Island Maid
- 1912 : Rivals
- 1912 : A Reconstructed Rebel
- 1912 : The Price of Art de Colin Campbell
- 1912 : The Vision Beautiful
- 1912 : The Professor's Wooing
- 1912 : His Masterpiece
- 1912 : The Polo Substitute
- 1912 : A Humble Hero de Frank Montgomery
- 1912 : The Little Indian Martyr
- 1912 : Sergeant Byrne of the Northwest Mounted Police
- 1912 : The Indelible Stain
- 1912 : Partners
- 1912 : The Pity of It
- 1912 : The Great Drought
- 1912 : The Shuttle of Fate
- 1912 : The Fisherboy's Faith
- 1912 : The Cowboy's Adopted Child
- 1912 : His Wedding Eve
- 1912 : Carmen of the Isles
- 1912 : Kings of the Forest
- 1912 : Old Songs and Memories
- 1912 : Shanghaied
- 1912 : A Crucial Test
- 1912 : Mike's Brainstorm
- 1912 : The Triangle
- 1912 : The God of Gold
- 1912 : Opitsah: Apache for Sweetheart
- 1912 : Sammy Orpheus ou The Pied Piper of the Jungle
- 1912 : The Last of Her Tribe
- 1912 : The Little Organ Player of San Juan
- 1912 : The Bandit's Mask
- 1912 : The Danites
- 1913 : Greater Wealth
- 1913 : Whose Wife Is This?
- 1913 : A Revolutionary Romance
- 1913 : The Three Wise Men
- 1913 : A Little Hero
- 1913 : The Early Bird de Colin Campbell
- 1913 : The Flaming Forge
- 1913 : The Dancer's Redemption
- 1913 : Sally in Our Alley
- 1913 : A Prisoner of Cabanas
- 1913 : Vengeance Is Mine
- 1913 : Alas! Poor Yorick!
- 1913 : Dollar Down, Dollar a Week
- 1913 : Hiram Buys an Auto
- 1913 : An Old Actor
- 1913 : In the Long Ago
- 1913 : Wamba, a Child of the Jungle
- 1913 : The Wordless Message
- 1913 : Alone in the Jungle
- 1913 : The Mansion of Misery de Lem B. Parker (non crédité)
- 1913 : When Lillian Was Little Red Riding Hood
- 1913 : When Men Forget
- 1913 : Budd Doble Comes Back
- 1913 : A Wild Ride
- 1913 : Thor, Lord of the Jungles
- 1913 : Hope
- 1913 : The Adventures of Kathlyn
- 1914 : His Fight
- 1914 : The Lonesome Trail de Colin Campbell
- 1914 : The Spoilers, de Colin Campbell
- 1914 : Caryl of the Mountains
- 1915 : Love Finds a Way
- 1915 : A Sultana of the Desert
- 1915 : The Lion's Mate
- 1915 : The Vengeance of Rannah
- 1915 : The Jaguar Trap
- 1915 : Lost in the Jungle
- 1916 : The Three Wise Men
- 1916 : The Smouldering Flame
- 1916 : The Garden of Allah
- 1916 : The Regeneration of Jim Halsey
- 1916 : The Crisis
- 1916 : Toll of the Jungle
- 1916 : The Adventures of Kathlyn
- 1917 : Beware of Strangers
- 1917 : Her Perilous Ride
- 1917 : The Smoldering Spark
- 1917 : Who Shall Take My Life?
- 1918 : The Still Alarm
- 1918 : Daniel le conquérant (The City of Purple Dreams) de Colin Campbell
- 1918 : Little Orphant Annie de Colin Campbell
- 1919 : La Sacrifiée (Her Kingdom of Dreams) de Marshall Neilan
- 1921 : The Heart of Doreon
- 1922 : Une femme de tête (Two Kinds of Women) de Colin Campbell
- 1923 : Brass Commandments de Lynn Reynolds : Campan
- 1924 : Un drame en mer (The Storm Daughter) de George Archainbaud
- 1925 : Le Mystérieux Raymond (Paths to Paradise) de Clarence G. Badger
- 1925 : The Primrose Path de Harry O. Hoyt
- 1926 : Trois Sublimes Canailles (Three Bad Men) de John Ford
- 1926 : Ferme au poste (My Own Pal) de John G. Blystone
- 1927 : Le Roman de Manon (When a Man Loves) d'Alan Crosland
- 1927 : Tracked by the Police de Ray Enright
- 1927 : The Land Beyond the Law
- 1927 : Old San Francisco d'Alan Crosland
- 1928 : Vultures of the Sea
- 1928 : In Old Arizona d'Irving Cummings et Raoul Walsh
- 1929 : The Wagon Master
- 1930 : Paradise Island de Bert Glennon
- 1930 : The Spoilers d'Edwin Carewe
- 1930 : Les Amours d'une courtisane (Du Barry, Woman of Passion) de Sam Taylor
- 1930 : Sur la piste glacée (River's End) de Michael Curtiz
- 1930 : The Phantom of the West
- 1931 : Le Roi de la jungle (King of the Wild) de B. Reeves Eason et Richard Thorpe
- 1931 : Ten Nights in a Bar-Room (en) de William A. O'Connor

### Comme réalisateur
- 1914 : Caryl of the Mountains
- 1915 : The Lion's Mate
- 1915 : Love Finds a Way
- 1915 : The Two Natures Within Him
- 1915 : The Jaguar Trap
- 1915 : How Callahan Cleaned Up Little Hell
- 1915 : The Girl and the Reporter
- 1915 : The Octopus
- 1915 : The Heart of Paro
- 1915 : In the King's Service
- 1915 : The Blood Seedling
- 1915 : A Sultana of the Desert
- 1915 : In Leopard Man
- 1915 : The Vengeance of Rannah
- 1915 : Young Love
- 1915 : A Jungle Revenge
- 1915 : Orders
- 1915 : The Baby and the Leopard
- 1916 : Toll of the Jungle
- 1916 : An Elephant's Gratitude
- 1916 : The Private Banker